# المراة والافتاء
المراة والافتاء والمفتي هو المبلغ عن اللَّـه تعالى، والواسطة بين اللَّـه وخلقه في بيان الحلال والحرام لمن استفتاه

## المفتيات
كان أزواج النبي صلى الله عليه وسلم يفتين -رضي الله عنهن- وهكذا جملة من الصحابيات، ومن أهل العلم بعد الصحابة،

### امهات المؤمنين
وقال عطاء بن أبي رباح : كانت عائشة أفقه الناس ، وأعلم الناس ، وأحسن الناس رأياً في العامة . وقال هشام بن عروة عن أبيه : ما رأيت أحداً أعلم بفقه ، ولا بطب ، ولا بشعْر من عائشة . وقال الزهري : لو جُمع عِلْم عائشة إلى عِلْم جميع أزواج النبي صلى الله عليه وسلم ، وعِلم جميع النساء : لكان عِلم عائشة أفضل" انتهى . وقد عدَّ ابن القيم رحمه الله المكثرين من الفتيا من الصحابة ، وذكر منهم عائشة رضي الله عنها ، وعدَّ أم سلمة رضي الله عنها من المتوسطين ، وجعل أم عطية ، وصفية أم المؤمنين ، وحفصة ، وأم حبيبة ، من المقلِّين في الفتيا.

### الصحابيات وغيرهن
قال الذهبي رحمه الله: صفية بنت شيبة بن عثمان بن أبي طلحة، الفقيهة، العالمة. "سير أعلام النبلاء" (3/507، 508) . 2. أم الدرداء. قال الذهبي رحمه الله: أم الدرداء، السيدة، العالمة، الفقيهة، وهي أم الدرداء الصغرى. روت علماً جمّاً عن زوجها أبي الدرداء، وعن سلمان الفارسي، وكعب بن عاصم الأشعري، وعائشة، وأبي هريرة، وطائفة. وعرضت القرآن وهي صغيرة على أبي الدرداء. وطال عمرها، واشتهرت بالعلم، والعمل، والزهد. قال مكحول: كانت أم الدرداء فقيهة. "سير أعلام النبلاء" (4/277، 278) . 3. معاذة العدوية (ت 83 هـ) . قال الذهبي رحمه الله: معاذة بنت عبد الله، السيدة، العالمة، أم الصهباء العدوية البصرية، العابدة، زوجة السيد القدوة صلة بن أشيم. روت عن علي بن أبي طالب، وعائشة، وهشام بن عامر. "سير أعلام النبلاء" (4/508، 509) . 4. بنت المحاملي (ت 377 هـ) . قال الذهبي رحمه الله: العالمة، الفقيهة، المفتية، أمة الواحد بنت الحسين بن إسماعيل. تفقهت بأبيها، وروت عنه، وعن إسماعيل الوراق، وعبد الغافر الحمصي، وحفظت القرآن، والفقه للشافعي، وأتقنت الفرائض، والعربية، وغير ذلك. قال البرقاني: كانت تفتي مع أبي علي بن أبي هريرة. وقال غيره: كانت من أحفظ الناس للفقه.
كريمة بنت أحمد بن محمد بن حاتم أم الكرام المرزوية ﴿ ت ٤٦۳ هـ ﴾ . قال الذهبي رحمه الله: الشيخة، العالمة، الفاضلة، المسندة، أم الكرام. "سير أعلام النبلاء" (۱۸/۲۳۳، ۲۳٤) . ٦. عائشة بنت حسن بن إبراهيم ﴿ ت ٤٦۰ هـ ﴾ . قال الذهبي رحمه الله: الواعظة، العالمة، المسندة، أم الفتح الاصبهانية، الوركانية. قال ابن السمعاني: سألت الحافظ إسماعيل عنها، فقال: امرأة صالحة، عالمة، تعظ النساء. "سير أعلام النبلاء" (۱۸/۳۰۲) . ۷. فاطمة الدقَّاق ﴿ ت٤۸۰ هـ ﴾ . قال الذهبي رحمه الله:فاطمة بنت الأستاذ الزاهد أبي علي، الحسن بن علي الدقاق، الشيخة، العابدة، العالمة، أم البنين، النيسابورية، أهل الأستاذ أبي القاسم القشيري، وأم أولاده. "سير أعلام النبلاء" (۱۸/٤۷۹، ٤۸۰) . ۸. بنت زعبل ﴿ ت٥۳۲ هـ ﴾ . قال الذهبي رحمه الله: الشيخة، العالمة، المقرئة، الصالحة، المعمرة، مسندة نيسابور، أم الخير، فاطمة بنت علي بن مظفر بن الحسن بن زعبل بن عجلان البغدادي، ثم النيسابورية. "سير أعلام النبلاء" (۱۹/٦۲٥) . ۹. فاطمة بنت البغدادي ﴿ ت٥۳۹ هـ ﴾ . قال الذهبي رحمه الله: الشيخة، العالمة، الواعظة، الصالحة، المعمرة، مسندة أصبهان، أم البهاء، فاطمة بنت محمد بن أبي سعد أحمد بن الحسن بن علي بن البغدادي الأصبهاني. "سير أعلام النبلاء" (۲۰/۱٤۸) . فهذه طائفة من نساء فاضلات، عالمات، مفتيات

### التابعين
1 - زينب بنت أحمد بن عبدالرحيم؛ حيث كانت امرأة ذات قدم راسخة في العلم والحديث. 2 - عائشة بنت محمد بن المسلم الحرانية؛ كان لها مجلس علم بالمسجد يتردد عليه كبار علماء زمانها. 4 - زينب بنت سليمان بن إبراهيم؛ أخذ العلمَ عنها "تقي الدين السبكي". 5 - زينب بنت عبدالله بن عبدالحليم بن تيمية؛ هي التي أجازت "ابن حجر العسقلاني". 6 - فاطمة بنت محمد بن أحمد السمرقندي؛ "كان لها مكانة عالية في الفقه والفتوى، وألفت عددًا من الكتب، وكان الملك العادل "نور الدين محمود" يستشيرها في بعض أمور الدولة الداخلية، ويسألها في بعض المسائل الفقهية". 7 - أم هانئ بنت الهوريني، تعلم النحو على يديها "جلال الدين السيوطي"، ولقَّبها بالمسنِدة.